# Movimiento médico en México de 1964-1965
El movimiento médico en México de 1964-1965 fue un movimiento social que involucró cuatro paros de labores ocurridos entre el 26 de noviembre de 1964 y octubre de 1965, promovidos por médicos de las instituciones públicas de salud en México, en demanda de mejoras salariales y en las condiciones de trabajo. El de los médicos fue el primer movimiento que enfrentó el recién iniciado sexenio de Gustavo Díaz Ordaz, que tomó posesión del cargo el 1 de diciembre de 1964.

## Antecedentes
De acuerdo con Cabello-López y colaboradores (2015), el movimiento médico tuvo uno de sus antecedentes en las 740 huelgas que organizaron los movimientos de cuatro sectores laborales al servicio del Estado mexicano, acontecidas entre 1958 y 1959. Loyo Brambila (1975) detalla que los sexenios de 1940 a 1958 —Manuel Ávila Camacho, Miguel Alemán Valdés y Adolfo Ruiz Cortines— tuvieron el «objetivo primordial» de desarrollar la industria que, sin embargo, se sustentaba en una clase obrera «sometida a bajos salarios, disciplinada en el trabajo y controlada políticamente». A partir de 1958, diversos grupos —trabajadores del magisterio, petroleros, telegrafistas y ferrocarrileros— se movilizaron debido al «descontento acumulado» producto de un extendido periodo de «compresión» salarial, limitaciones en las prestaciones de seguridad social y las imposiciones en los sindicatos. Las presiones dieron como resultado cambios en las políticas laborales, con incrementos en las prestaciones y la consolidación del gobierno como «fuente principal de atención médica y seguridad social».
Estas políticas se reflejaron en el actuar de la administración de Adolfo López Mateos (1958-1964) y consistieron en mantener bajos los gastos operativos y de mantenimiento, incluido el pago de sueldos, y elevados los destinados a la construcción de infraestructura. El 7 de diciembre de 1959, el presidente envió al Congreso de la Unión una iniciativa para la creación del Instituto de Seguridad y Servicios Sociales de los Trabajadores del Estado (ISSSTE). La ley se publicó en el Diario Oficial de la Federación el 30 de diciembre siguiente y a partir de ese momento se fusionaron y reorganizaron los servicios preexistentes. El ISSSTE se sumó a la Secretaría de Salubridad y Asistencia (SSA) y al Instituto Mexicano del Seguro Social (IMSS), creados en 1943, como los organismos encargados de los servicios públicos de salud. Pozas Horcasitas (1977) apunta que debido a que se comprimió «al máximo» el pago de salarios para ampliar la partida de inversiones, en 1964 había profesionales médicos al interior del país que recibían 400 pesos mensuales de sueldo, mientras que 1500 era el tope máximo para un residente de último año. Por otra parte, las jornadas de trabajo llegaban a las 36 horas por doce de descanso.

## Desarrollo

### Primer paro de labores
El movimiento comenzó el 26 de noviembre de 1964, cuando el director del Hospital 20 de Noviembre de la Ciudad de México —perteneciente al ISSSTE—, José Ángel Gutiérrez, confirmó que residentes e internos no recibirían aguinaldo —tres meses de sueldo— como en los tres años previos. Gutiérrez argumentó que al ser becarios percibían becas y no sueldos como los trabajadores del instituto. De acuerdo con Pozas Horcasitas (1993), el conflicto involucró inicialmente a 67 estudiantes y cien médicos titulados —un total de 206 según otras fuentes— que laboraban en el centro médico y que buscaron reunirse con las autoridades del hospital y el instituto, pero no se les recibió. Ante la negativa, optaron por suspender sus actividades —aunque mantuvieron la atención de emergencias y casos graves— y se declararon en sesión permanente. En una reacción «drástica y no meditada» por parte de las autoridades, horas más tarde se comunicó el despido de 206 internos y residentes del hospital. Poco después se sumaron al paro los médicos de los hospitales Juárez —SSA—, San Fernando —IMSS—, Colonia —servicios médicos de los ferrocarrileros— y el General —SSA—, todos declarados también en sesión permanente. También conformaron la Asociación Mexicana de Médicos Residentes e Internos (AMMRI), ajena a otros organismos sindicales y con la que dieron «cohesión» al naciente movimiento.
El AMMRI se encargó de elaborar un pliego petitorio con cinco demandas: restitución, sin represalias, de los médicos cesados; revisión legal y cambios en los términos del contrato-beca firmado por los médicos, con la intención de «lograr contratos anuales, renovables y progresivos», así como la «determinación de sueldos base»; prioridad para ocupar plazas laborales para los médicos egresados de los propios institutos; activa participación de los residentes en la elaboración de los planes de enseñanza, y «resolución satisfactoria de los problemas de cada hospital». En palabras de Javier de la Riva, subdirector del ISSSTE, las suspensión de los internos y residentes, que «no son médicos de la institución», estaba justificada puesto que «no se puede permitir que esos practicantes traten de producir desajustes ni desórdenes [...]». El 29 de noviembre, Gutiérrez dio a conocer que «hubo necesidad de llamar a médicos de otros sanatorios» para evitar la paralización de los servicios. El 1 de diciembre, Gustavo Díaz Ordaz tomó posesión como nuevo presidente de México. Dos días después, sumaban veintitrés hospitales de la capital en paro y veinte al interior del país. Asimismo, en una primera entrevista el nuevo secretario de Salud, Rafael Moreno Valle, les expresó su «gran deseo de ayudarlos».
En un comunicado y una carta dirigida a Díaz Ordaz, la AMMRI informó que Guillermo Calderón Rodríguez, Abel Archundia García, Roberto Pedroza Montes de Oca,  Fernando Herrera, Roberto Sepúlveda, Justo Igor De León Loyola y Oralia León eran sus dirigentes. Luego de algunas reuniones con Joaquín Cisneros Molina, secretario particular del presidente, se acordó el 8 de diciembre una primera entrevista con el mandatario. Ese día, los dirigentes médicos se reunieron con Cisneros, a quien le entregaron un documento en el que expusieron sus problemas y demandas. Por la tarde, una comisión de los médicos cesados se reunió con autoridades sanitarias; el director del ISSSTE, Rómulo Sánchez Mireles, les pidió que el «paro fuera simbólico para no dejar desprotegidos a los enfermos»; por la tarde se realizó una asamblea de la AMMRI en el Centro Médico Nacional Siglo XXI, con la asistencia de más de 120 residentes e internos de 39 hospitales de Ciudad de México y un representante del Hospital Civil de Morelia, en la que acordaron una concentración en la Plaza de la Constitución el día siguiente. El 9 de febrero, luego de varias horas frente a Palacio Nacional, el presidente recibió una comisión de los más de 1300 médicos presentes en la manifestación. El mandatario les señaló que no resolvería personalmente el conflicto, sino que debían atenderlo las autoridades de las instituciones sanitarias.
Por la tarde, en una asamblea los representantes de la AMMRI determinaron continuar con los paros, no desatender las emergencias y entregar los pliegos petitorios a las autoridades de la Secretaría, el IMSS y el ISSSTE. Para ese momento, los informes de la Dirección Federal de Seguridad (DFS) planteaban que la estrategia gubernamental inicial sería «poner distancia entre la administración y el problema e ignorar públicamente a los médicos». En este primer momento, el movimiento enfrentó una «campaña de ataques y desprestigio» de la Federación Médica del Distrito Federal, y los apoyos de la Asociación Médica de la República Mexicana, la Federación de Colegios de la Profesión Médica, la Federación Obrera Revolucionaria y de autoridades de la Universidad Nacional Autónoma de México (UNAM) y el Instituto Politécnico Nacional (IPN). Luego de la audiencia con Díaz Ordaz, los funcionarios púbicos plantearon a los médicos la necesidad de suspender el paro para iniciar las negociaciones, lo que se concretó el 18 de diciembre, cuando los más de cinco mil afiliados a la AMMRI levantaron la huelga y, dos días después, agradecieron públicamente al presidente su disposición a escucharlos y mostraron confianza en la resolución de sus peticiones. El mismo día de la suspensión del paro, autoridades gubernamentales descalificaron a la AMMRI argumentando que «carecía de capacidad jurídica para tratar los asuntos de los médicos con las Secretarías de Estado».
Ante el «poco contacto con los paristas y sus líderes, [así como el] escaso conocimiento de las causas del movimiento», el 10 de enero de 1965, la Comisión de Prensa de la Asociación reportó que los funcionarios habían reconocido la existencia de «condiciones presupuestarias» suficientes para atender la solicitud de elevar los salarios, sin embargo, se negaban a hacerlo porque, según ellos, «se agravaría el problema en lugar de resolverlo». Igualmente, se les había informado que, en represalia por el movimiento, el IMSS y Ferrocarriles habían rechazado a la «reciente generación de pasantes y pregraduados de la Facultad de Medicina». En este contexto, dos días después, se anunció un nuevo paro de labores a partir del 13 de enero.

### Segundo paro de labores
El 13 de enero, inició el segundo paro de labores, por lo que dos días después funcionarios del Departamento del Distrito Federal levantaron actas por abandono y establecieron un plazo de veinticuatro horas para terminarlo. El mismo día, Ismael Cosío Villegas, director del Hospital de Huipulco, presentó su renuncia junto con treinta médicos más, ante su negativa a cesar a los médicos paristas y por sus simpatías con el movimiento. «Estoy desilusionado por las cosas que pasan en la medicina mexicana, pero acepto que, tal vez, muchos se han desilusionado de mí», señaló posteriormente Cosío Villegas, que se mantuvo en su cargo hasta el 11 de septiembre siguiente. En un inicio, la Comisión de Prensa del AMMRI cifró en cinco mil médicos y hospitales de nueve estados los involucrados en el paro. El 18 de enero, por iniciativa de la Sociedad Médica del Hospital General se constituyó la Alianza de Médicos Mexicanos (AMM), una asociación de sociedades médicas —veintidós del Distrito Federal y trece del interior del país—. Aunque en un inicio los médicos de la AMM presentaron sus renuncias, las retiraron tras una reunión con Díaz Ordaz e instaron a la AMMRI a finalizar el paro de labores.
Sin embargo, la AMMRI mantuvo la huelga y buscó infructuosamente una segunda reunión con el presidente, además informó de la ruptura de la continuidad del paro por parte de los residentes e internos de los hospitales Infantil, de Nutrición, de Cardiología y de Neumología. También, para el 25 de enero, perdió el respaldo de la Sociedad Médica del Hospital General, al tiempo que las autoridades estudiaba en varios centros hospitalarios «la posibilidad de abrir un nuevo registro de residentes e internos para cubrir las plazas abandonadas». Es así que, un día después, la Asociación anunció que finalizarían el paro el 30 de enero a las 08:00 horas, en un acuerdo tomado por unanimidad y como «voto de confianza [...] en favor de la unidad médica nacional, y tomando en cuenta la promesa de las autoridades de resolver nuestro problema». El día señalado, retomaron sus labores los becarios de 130 hospitales del país. En las semanas siguientes, sin embargo, continuaron los conflictos al interior de la AMM —de la que la AMMRI era integrante—, constituida principalmente por médicos adscritos; la situación llevó a que, en una asamblea del 15 de febrero, se acordara emplazar a un nuevo paro de labores a partir del 2 de marzo.
No obstante, el 18 de febrero, la SSA afirmó que el problema de los «médicos internos, subresidentes y residentes "ha llegado a su término"» y citaba un acuerdo presidencial que establecía la «retabulación de los sueldos y dispone se les concedan prestaciones de carácter social». La Alianza consideró que el acuerdo era «un avance sin precedentes» y se generó un «ambiente de optimismo y esperanza»: se planteaba, entre otras cosas, el aumento de la beca de los estudiantes de sexto año de 240 a 700 pesos mensuales. Empero, la Asociación denunció que el acuerdo no se aplicaba en los hospitales y amplió el pliego petitorio para «solicitar una organización civil independiente y la no afiliación por parte de los médicos a los sindicatos corporativos, además de la sustitución del contrato-beca por contratos individuales». Ante la falta de una resolución a sus planteamientos, los médicos residentes e internos continuaron reuniéndose y, finalmente, acordaron el inicio de un tercer paro de labores desde el 20 de abril —que involucraría a 178 hospitales y 4500 médicos—.

## Legado
Fernández Christlieb y Rodríguez Araujo (1985) dicen que el movimiento médico fue «la expresión más aguda y más evidente, por la aceleración con que se manifestó, de un fenómeno de proletarización de ciertas capas sociales componentes de ese indefinido sector denominado clase media o pequeña burguesía». Por su parte, Vázquez Martínez (2018) sostiene que el movimiento tuvo como consecuencia la «inclusión de la figura del médico residente en la Ley Federal del Trabajo de 1970», lo que «legitima la educación artesanal y garantiza fuerza de trabajo a las instituciones de salud»; «El Movimiento Médico logró el reconocimiento de los residentes como trabajadores, lo que, dada su importancia como fuerza de trabajo, es un principio de justicia».
Flores (1995) apunta que el movimiento médico «condensó los nuevos valores políticos en ascenso, al demandar un naciente tipo de relaciones que cuestionaba la organización política establecida» y representó lo que posteriormente «serían las bases de la oposición partidista: sectores medios, profesionistas liberales, con autonomía económica, con un amplio espectro informativo». Asimismo, este movimiento supuso la «primera manifestación de la crisis de la educación superior moderna, la cual expresaba el tránsito de la universidad de elites a la universidad de masas». En relación con el movimiento estudiantil acontecido tres años después, Loaeza (1993) sostiene que el tratamiento del conflicto médico por parte del gobierno diazordacista «prefiguró en más de un sentido su comportamiento tres años después [...] la intolerancia y la dureza que lo conducirían a Tlatelolco». Lo anterior, a partir de dos convicciones que el presidente mostró en ambos casos: «que uno de sus deberes fundamentales era preservar la soberanía del Estado frente a los intereses particulares» y «que consideraba excesiva cualquier demanda de las clases medias».